# 山浅龍之介
山浅 龍之介（やまあさ りゅうのすけ、2004年4月21日 - ）は、秋田県本荘市（現：由利本荘市）出身のプロ野球選手（捕手）。右投左打。中日ドラゴンズ所属。

## 経歴

### プロ入り前
由利本荘市立小友小学校2年時に「小友ジグザグ野球スポーツ少年団」で軟式野球を始めたことがきっかけで、将来のプロ（NPB）入りを志していた。
「小友ジグザグ」はかつて「学童野球の東北大会における常連」と呼ばれるほどの強豪チームであったが、由利本荘市の界隈で少子化が進んでいる影響で、山浅が入団した時点では6年生が対象の大会に3年生を出さざるを得ないほどにまで団員が減っていた。山浅の同期生がチームに1人しかいなかったこともあって、本人は3年時から、東北楽天ゴールデンイーグルス（楽天野球団）が秋田市内で運営している「楽天イーグルスアカデミー ベースボールスクール」の秋田校にも通学。両親の勧めで通学を始めたが、6年時には、「東北楽天ジュニアチーム」の選抜メンバーとしてNPB12球団ジュニアトーナメントに出場した。
中学校への進学に際しては、「全国の（野球の）レベルを知りながら（選手としての）実力を付けなければプロになれないので、どうせなら東北地方でもレベルの高いチームに入りたい」との想いから、楽天野球団傘下の「東北楽天リトルシニア」でプレーを続けることを熱望していた。両親も「東北楽天リトルシニア」への参加を勧めていたが、チームの練習拠点が実家から自動車でも片道で3時間の移動を要する宮城県仙台市に所在することから、実際には実父（自営業者）を除く家族（本人と実母と実妹）が仙台市の近隣地域（富谷市内）に転居することで対応。転居後は、富谷市立東向陽台中学校に通いながら、「東北楽天リトルシニア」で元プロ野球選手（ゴールデンイーグルスOBの専属コーチ）から指導を受けていた。
中学校からの卒業後に福島県の聖光学院高等学校へ進学したが、本人曰く「東北楽天リトルシニアで捕手としてのプレーを基本から教わっていたおかげで、（在学中は）守備面での技術指導を一切受けなかった」という。1年秋の福島県大会からベンチ入りを果たすと、2年時（2021年）の春に正捕手として第94回選抜高等学校野球大会に出場。3年時（2022年）には、チームを第104回全国高等学校野球選手権大会での準決勝進出と、第77回国民体育大会・野球競技での準優勝に導いた。
2022年10月20日に開催されたNPBドラフト会議で、中日ドラゴンズから4巡目で指名され、11月9日に契約金3500万円、年俸600万円（金額は推定）という条件で、「東北楽天リトルシニア」の出身者から初めてのプロ野球選手になった。背番号は57。

### 中日時代
2023年には、高卒入団の新人捕手ながら、春季キャンプの一軍メンバーに抜擢された。チームの高卒新人野手から高橋周平（2012年入団の内野手）以来11年ぶりの抜擢で、オープン戦の途中まで一軍に帯同していた。レギュラーシーズンの開幕こそ二軍で迎えたものの、5月10日の対広島東洋カープ戦（バンテリンドーム ナゴヤ）で、8回表の守備から一軍公式戦にデビュー。高卒新人捕手による一軍公式戦への出場は球団史上3人目で、チームメイトでもある石橋康太が2019年に果たして以来であった。実際には5試合に出場したものの、初安打を放つまでには至らず、5月27日に出場選手登録を抹消。その一方で、抹消後の7月18日に富山アルペンスタジアムで開催されたフレッシュオールスターゲームには、ブライト健太（チームからウエスタン・リーグの選抜チームに入っていた外野手）の故障による出場辞退を受けて急遽マスクを被っている。
2024年は、一軍では3試合に守備で出場したのみで、二軍でも打率.167（72打数12安打）と低迷するなど苦しいシーズンとなった。11月9日に現状維持の推定年俸610万円で契約を更改した。11月18日、練習中にフェンスに激突して負傷し、名古屋市内の病院で検査を受けたところ「脾臓損傷」と診断されたが、同日中にカテーテル手術を受け、12月2日に退院した。

## 選手としての特徴・人物
手動での計測ながら、二塁への送球で最速1.8秒を記録したほどの強肩が持ち味。
趣味は読書で、高校時代の成績はオール5。

## 詳細情報

### 年度別打撃成績
| 年 度     | 球 団     | 試 合 | 打 席 | 打 数 | 得 点 | 安 打 | 二 塁 打 | 三 塁 打 | 本 塁 打 | 塁 打 | 打 点 | 盗 塁 | 盗 塁 死 | 犠 打 | 犠 飛 | 四 球 | 敬 遠 | 死 球 | 三 振 | 併 殺 打 | 打 率 | 出 塁 率 | 長 打 率 | O P S |
| --------- | --------- | ----- | ----- | ----- | ----- | ----- | -------- | -------- | -------- | ----- | ----- | ----- | -------- | ----- | ----- | ----- | ----- | ----- | ----- | -------- | ----- | -------- | -------- | ----- |
| 2023      | 中日      | 7     | 2     | 2     | 1     | 0     | 0        | 0        | 0        | 0     | 0     | 0     | 0        | 0     | 0     | 0     | 0     | 0     | 0     | 0        | .000  | .000     | .000     | .000  |
| 2024      | 中日      | 3     | 0     | 0     | 0     | 0     | 0        | 0        | 0        | 0     | 0     | 0     | 0        | 0     | 0     | 0     | 0     | 0     | 0     | 0        | ----  | ----     | ----     | ----  |
| 通算：2年 | 通算：2年 | 10    | 2     | 2     | 1     | 0     | 0        | 0        | 0        | 0     | 0     | 0     | 0        | 0     | 0     | 0     | 0     | 0     | 0     | 0        | .000  | .000     | .000     | .000  |

- 2024年度シーズン終了時

### 年度別守備成績
| 年 度 | 球 団 | 捕手  | 捕手  | 捕手  | 捕手  | 捕手  | 捕手     | 捕手  | 捕手     | 捕手     | 捕手     | 捕手     |
| 年 度 | 球 団 | 試 合 | 刺 殺 | 補 殺 | 失 策 | 併 殺 | 守 備 率 | 捕 逸 | 企 図 数 | 許 盗 塁 | 盗 塁 刺 | 阻 止 率 |
| ----- | ----- | ----- | ----- | ----- | ----- | ----- | -------- | ----- | -------- | -------- | -------- | -------- |
| 2023  | 中日  | 4     | 8     | 1     | 0     | 0     | 1.000    | 0     | 1        | 1        | 0        | .000     |
| 2024  | 中日  | 3     | 5     | 0     | 0     | 0     | 1.000    | 0     | 0        | 0        | 0        | ----     |
| 通算  | 通算  | 7     | 13    | 1     | 0     | 0     | 1.000    | 0     | 1        | 1        | 0        | .000     |

- 2024年度シーズン終了時[注 1]

### 記録
初記録
- 初出場：2023年5月10日、対広島東洋カープ6回戦（バンテリンドーム ナゴヤ）、8回表に木下拓哉に代わり捕手で出場[11]
- 初打席：同上、8回裏に九里亜蓮から中飛[11]

### 背番号
- 57（2023年[7] - ）